# Sarah Drew
Sarah Drew, född 1 oktober 1980 i Charlottesville i Virginia, är en amerikansk skådespelare. Hon har bland annat medverkat i Everwood och Grey's Anatomy. I Grey's Anatomy spelar hon rollen som "April Kepner".

## Filmografi i urval
- 2004 – 2006 (TV-serie)
- 2008–2009 – Mad Men (TV-serie)
- 2009 – Glee (TV-serie)
- 2009–2018 – Grey's Anatomy (TV-serie)